# Камп Верди (Аризона)
Камп Верди (енгл. Camp Verde) град је у америчкој савезној држави Аризона. По попису становништва из 2010. у њему је живело 10.873 становника.

## Демографија
Према попису становништва из 2010. у граду је живело 10.873 становника, што је 1.422 (15,0%) становника више него 2000. године.
| Група             | 2000.         | 2010.         |
| Белци             | 7.583 (80,2%) | 8.040 (73,9%) |
| Афроамериканци    | 33 (0,3%)     | 50 (0,5%)     |
| Азијати           | 21 (0,2%)     | 46 (0,4%)     |
| Хиспаноамериканци | 1.034 (10,9%) | 1.779 (16,4%) |
| Укупно            | 9.451         | 10.873        |